# Bruce Sterling
Bruce Sterling (Austin, Texas, 14 d'abril de 1954) és un escriptor, periodista, editor i crític estatunidenc. Considerat un dels fundadors del moviment cyberpunk juntament amb William Gibson, és especialment conegut per les seves novel·les de ciència-ficció, entre les quals destaquen Islas en la red (1990), guanyadora del premi John W. Campbell Memorial del 1989; Distracción (2001), mereixedora del guardó Arthur C. Clarke (2000), i The Zenith Angle (2004). També ha escrit llibres de relats, com ara Mirrorshades: una antología ciberpunk (1998) i Cristal express (1992), i assaigs com Law and Disorder on the Electronic Frontier (1992) i Tomorrow now: Envisioning the Next Fifty Years (2003).
Durant el 2005 va treballar com a visionari resident en el prestigiós centre de disseny Art Centre Collage of Design de Pasadena. També ha aparegut en destacats programes televisius, entre d'altres, Nightline de l'ABC, The Late Show de la BBC o Morningside a la CBC, i ha publicat articles a Times, Newsweek, The Wall Steet Journal, The New York Times, Nature o Technology Review. Actualment és editor col·laborador de la revista Wired i columnista de la revista Make.